# Élections cantonales de 1992 à La Réunion
Les élections cantonales ont eu lieu les 22 et 29 mars 1992.
Lors de ces élections, 25 des 49 cantons de La Réunion ont été renouvelés. Elles ont vu la reconduction de la majorité RPR dirigée par Éric Boyer, président du conseil général depuis 1988.

## Résultats à l’échelle du département
Répartition départementale des résultats (2e tour).
- PCF (20,92 %)
- PS (5,38 %)
- Majorité (5,24 %)
- RPR (10,12 %)
- UDF (10,1 %)
- DVD (48,24 %)

| Étiquette      | Étiquette                          | Premier tour | Premier tour | Second tour | Second tour | Sièges |
| Étiquette      | Étiquette                          | Voix         | %            | Voix        | %           | Sièges |
| -------------- | ---------------------------------- | ------------ | ------------ | ----------- | ----------- | ------ |
|                | Parti communiste français          | 37 946       | 30,56        | 8 694       | 20,92       | 9      |
|                | Parti socialiste                   | 13 499       | 10,87        | 2 235       | 5,38        | 2      |
|                | Majorité présidentielle            | 3 926        | 3,16         | 2 177       | 5,24        | 1      |
|                | Parti radical de gauche            | 788          | 0,63         |             |             |        |
|                | Extrême gauche                     | 253          | 0,20         |             |             |        |
| Gauche         | Gauche                             | 56 412       | 45,42        | 13 106      | 31,54       | 12     |
|                |                                    |              |              |             |             |        |
|                | Divers droite                      | 51 149       | 41,20        | 20 052      | 48,24       | 10     |
|                | Rassemblement pour la République   | 10 063       | 8,11         | 4 208       | 10,12       | 3      |
|                | Union pour la démocratie française | 5 393        | 4,34         | 4 197       | 10,10       | 0      |
| Droite         | Droite                             | 66 605       | 53,65        | 28 457      | 68,49       | 13     |
|                |                                    |              |              |             |             |        |
|                | Régionalistes                      | 978          | 0,79         |             |             |        |
|                | Les Verts                          | 157          | 0,13         |             |             |        |
|                |                                    |              |              |             |             |        |
| Inscrits       | Inscrits                           | 188 200      | 100,00       | 67 722      | 100,00      |        |
| Abstention     | Abstention                         | 55 836       | 29,67        | 24 448      | 36,10       |        |
| Votants        | Votants                            | 132 364      | 70,33        | 43 274      | 63,90       |        |
| Blancs et nuls | Blancs et nuls                     | 8 212        | 6,20         | 1 711       | 3,95        |        |
| Exprimés       | Exprimés                           | 124 152      | 93,80        | 41 563      | 96,05       |        |

## Résultats par canton

### Canton des Avirons
| Candidats      | Candidats             | Étiquette      | Premier tour | Premier tour |
| Candidats      | Candidats             | Étiquette      | Voix         | %            |
| -------------- | --------------------- | -------------- | ------------ | ------------ |
|                | Gérard Rivière        | PCR            | 2 286        | 73,79        |
|                | Michel Dennemont      | DVD            | 315          | 10,17        |
|                | Bernard Grondin       | EXG            | 253          | 8,17         |
|                | Jean-Hugues Lesquelin | PS             | 215          | 6,94         |
|                | Jean-Claude Cadet     | DVD            | 29           | 0,94         |
|                |                       |                |              |              |
| Inscrits       | Inscrits              | Inscrits       | 4 144        | 100,00       |
| Abstention     | Abstention            | Abstention     | 897          | 21,65        |
| Votants        | Votants               | Votants        | 3 247        | 78,35        |
| Blancs et nuls | Blancs et nuls        | Blancs et nuls | 149          | 4,59         |
| Exprimés       | Exprimés              | Exprimés       | 3 098        | 95,41        |

### Canton de L'Étang-Salé
| Candidats      | Candidats       | Étiquette      | Premier tour | Premier tour |
| Candidats      | Candidats       | Étiquette      | Voix         | %            |
| -------------- | --------------- | -------------- | ------------ | ------------ |
|                | José Pinna*     | RPR            | 2 658        | 66,87        |
|                | Bernardin Payet | PS             | 1 171        | 29,46        |
|                | Raymond Lamonge | PCR            | 146          | 3,67         |
|                |                 |                |              |              |
| Inscrits       | Inscrits        | Inscrits       | 5 744        | 100,00       |
| Abstention     | Abstention      | Abstention     | 1 516        | 26,39        |
| Votants        | Votants         | Votants        | 4 228        | 73,61        |
| Blancs et nuls | Blancs et nuls  | Blancs et nuls | 253          | 5,98         |
| Exprimés       | Exprimés        | Exprimés       | 3 975        | 94,02        |

*sortant

### Canton du Port-1
| Candidats      | Candidats             | Étiquette      | Premier tour | Premier tour |
| Candidats      | Candidats             | Étiquette      | Voix         | %            |
| -------------- | --------------------- | -------------- | ------------ | ------------ |
|                | Pierre Vergès*        | PCR            | 2 973        | 53,10        |
|                | Jean-Francois Bosviel | DVD            | 1 379        | 24,63        |
|                | Raymond Cazal         | DVD            | 694          | 12,40        |
|                | Jacques Benard        | PS             | 403          | 7,20         |
|                | Jean-Bernard Araye    | REG            | 150          | 2,68         |
|                |                       |                |              |              |
| Inscrits       | Inscrits              | Inscrits       | 8 364        | 100,00       |
| Abstention     | Abstention            | Abstention     | 2 476        | 29,60        |
| Votants        | Votants               | Votants        | 5 888        | 70,40        |
| Blancs et nuls | Blancs et nuls        | Blancs et nuls | 289          | 4,91         |
| Exprimés       | Exprimés              | Exprimés       | 5 599        | 95,09        |

*sortant

### Canton du Port-2
| Candidats      | Candidats           | Étiquette      | Premier tour | Premier tour |
| Candidats      | Candidats           | Étiquette      | Voix         | %            |
| -------------- | ------------------- | -------------- | ------------ | ------------ |
|                | Jean-Yves Langenier | PCR            | 3 344        | 63,53        |
|                | Jean-Yves Rousse    | PS             | 600          | 11,40        |
|                | Jean-Claude Lambert | REG            | 211          | 4,01         |
|                | Jean-François Begue | DVD            | 718          | 13,64        |
|                | Edward Kondoki      | DVD            | 391          | 7,43         |
|                |                     |                |              |              |
| Inscrits       | Inscrits            | Inscrits       | 8 056        | 100,00       |
| Abstention     | Abstention          | Abstention     | 2 349        | 29,16        |
| Votants        | Votants             | Votants        | 5 707        | 70,84        |
| Blancs et nuls | Blancs et nuls      | Blancs et nuls | 443          | 7,76         |
| Exprimés       | Exprimés            | Exprimés       | 5 264        | 92,24        |

### Canton de La Possession
| Candidats      | Candidats          | Étiquette      | Premier tour | Premier tour |
| Candidats      | Candidats          | Étiquette      | Voix         | %            |
| -------------- | ------------------ | -------------- | ------------ | ------------ |
|                | Roland Robert*     | PCR            | 3 358        | 59,31        |
|                | Christian Ause     | RPR            | 744          | 13,14        |
|                | Hugues Payet       | PS             | 478          | 8,44         |
|                | Lilian Malet       | PS             | 443          | 7,82         |
|                | Marceau Riviere    | PRG            | 288          | 5,09         |
|                | Judex Babet        | DVD            | 253          | 4,47         |
|                | Emile Chane Tou Ky | DVD            | 98           | 1,73         |
|                |                    |                |              |              |
| Inscrits       | Inscrits           | Inscrits       | 8 634        | 100,00       |
| Abstention     | Abstention         | Abstention     | 2 468        | 28,58        |
| Votants        | Votants            | Votants        | 6 166        | 71,42        |
| Blancs et nuls | Blancs et nuls     | Blancs et nuls | 504          | 8,17         |
| Exprimés       | Exprimés           | Exprimés       | 5 662        | 91,83        |

*sortant

### Canton de Saint-André-1
| Candidats      | Candidats          | Étiquette      | Premier tour | Premier tour | Second tour | Second tour |
| Candidats      | Candidats          | Étiquette      | Voix         | %            | Voix        | %           |
| -------------- | ------------------ | -------------- | ------------ | ------------ | ----------- | ----------- |
|                | Louis Virapoullé*  | UDF            | 3 484        | 45,81        | 4 197       | 49,33       |
|                | Claude Hoareau     | PCR            | 3 251        | 42,74        | 4 311       | 50,67       |
|                | Maxime Assaby      | PS             | 526          | 6,92         |             |             |
|                | Emile Chane Tou Ky | DVD            | 345          | 4,54         |             |             |
|                | René-Paul Victoria | DVD            | 0            | 0,00         |             |             |
|                |                    |                |              |              |             |             |
| Inscrits       | Inscrits           | Inscrits       | 11 906       | 100,00       | 11 906      | 100,00      |
| Abstention     | Abstention         | Abstention     | 3 777        | 31,72        | 3 136       | 26,34       |
| Votants        | Votants            | Votants        | 8 129        | 68,28        | 8 770       | 73,66       |
| Blancs et nuls | Blancs et nuls     | Blancs et nuls | 523          | 6,43         | 262         | 2,99        |
| Exprimés       | Exprimés           | Exprimés       | 7 606        | 93,57        | 8 508       | 97,01       |

*sortant

### Canton de Saint-André-2
| Candidats      | Candidats             | Étiquette      | Premier tour | Premier tour |
| Candidats      | Candidats             | Étiquette      | Voix         | %            |
| -------------- | --------------------- | -------------- | ------------ | ------------ |
|                | Philippe Nativel*     | DVD            | 2 166        | 50,44        |
|                | Yvon Virapin Kichenin | PCR            | 1 456        | 33,91        |
|                | Dominique Riviere     | PS             | 672          | 15,65        |
|                |                       |                |              |              |
| Inscrits       | Inscrits              | Inscrits       | 7 150        | 100,00       |
| Abstention     | Abstention            | Abstention     | 2 474        | 34,60        |
| Votants        | Votants               | Votants        | 4 676        | 65,40        |
| Blancs et nuls | Blancs et nuls        | Blancs et nuls | 382          | 8,17         |
| Exprimés       | Exprimés              | Exprimés       | 4 294        | 91,83        |

*sortant

### Canton de Saint-Benoît-2
| Candidats      | Candidats            | Étiquette      | Premier tour | Premier tour |
| Candidats      | Candidats            | Étiquette      | Voix         | %            |
| -------------- | -------------------- | -------------- | ------------ | ------------ |
|                | Philippe Le Constant | PS             | 2 143        | 50,90        |
|                | Daniel Moreau        | RPR            | 926          | 22,00        |
|                | Dominique Atchicanon | PCR            | 449          | 10,67        |
|                | Jean-Paul Hoareau    | REG            | 293          | 6,96         |
|                | Come Elioce          | DVD            | 212          | 5,04         |
|                | Dano Boyer           | DVD            | 187          | 4,44         |
|                |                      |                |              |              |
| Inscrits       | Inscrits             | Inscrits       | 6 702        | 100,00       |
| Abstention     | Abstention           | Abstention     | 2 216        | 33,06        |
| Votants        | Votants              | Votants        | 4 486        | 66,94        |
| Blancs et nuls | Blancs et nuls       | Blancs et nuls | 276          | 6,15         |
| Exprimés       | Exprimés             | Exprimés       | 4 210        | 93,85        |

### Canton de Saint-Denis-2
| Candidats      | Candidats           | Étiquette      | Premier tour | Premier tour | Second tour | Second tour |
| Candidats      | Candidats           | Étiquette      | Voix         | %            | Voix        | %           |
| -------------- | ------------------- | -------------- | ------------ | ------------ | ----------- | ----------- |
|                | Michel Chant Liat * | PS             | 1 990        | 41,71        | 2 235       | 54,58       |
|                | Marc Gérard         | RPR            | 1 538        | 32,24        | 1 860       | 45,42       |
|                | Michel Vitry        | DVD            | 637          | 13,35        |             |             |
|                | Georges Gauvin      | PCR            | 606          | 12,70        |             |             |
|                |                     |                |              |              |             |             |
| Inscrits       | Inscrits            | Inscrits       | 9 975        | 100,00       | 9 980       | 100,00      |
| Abstention     | Abstention          | Abstention     | 4 577        | 45,88        | 5 642       | 56,53       |
| Votants        | Votants             | Votants        | 5 398        | 54,12        | 4 338       | 43,47       |
| Blancs et nuls | Blancs et nuls      | Blancs et nuls | 627          | 11,62        | 243         | 5,60        |
| Exprimés       | Exprimés            | Exprimés       | 4 771        | 88,38        | 4 095       | 94,40       |

*sortant

### Canton de Saint-Denis-9
| Candidats      | Candidats            | Étiquette      | Premier tour | Premier tour |
| Candidats      | Candidats            | Étiquette      | Voix         | %            |
| -------------- | -------------------- | -------------- | ------------ | ------------ |
|                | Nicolas Moutoussamy* | DVD            | 2 060        | 58,04        |
|                | André Bourgin        | PS             | 1232         | 34,71        |
|                | Bernard Colinet      | Verts          | 157          | 4,42         |
|                | Florian Baillie      | PCR            | 51           | 1,44         |
|                | Emile Chane Tou Ky   | DVD            | 49           | 1,38         |
|                |                      |                |              |              |
| Inscrits       | Inscrits             | Inscrits       | 5 256        | 100,00       |
| Abstention     | Abstention           | Abstention     | 1 525        | 29,01        |
| Votants        | Votants              | Votants        | 3 731        | 70,99        |
| Blancs et nuls | Blancs et nuls       | Blancs et nuls | 182          | 4,88         |
| Exprimés       | Exprimés             | Exprimés       | 3 549        | 95,12        |

*sortant

### Canton de Saint-Joseph-1
| Candidats      | Candidats            | Étiquette      | Premier tour | Premier tour | Second tour | Second tour |
| Candidats      | Candidats            | Étiquette      | Voix         | %            | Voix        | %           |
| -------------- | -------------------- | -------------- | ------------ | ------------ | ----------- | ----------- |
|                | Jacqueline Payet     | DVD            | 1 314        | 49,44        | 1 722       | 64,66       |
|                | Jocelyn Dambreville  | DVD            | 443          | 16,67        | Retrait     | Retrait     |
|                | Fernand Payet        | PCR            | 373          | 14,03        | 941         | 35,34       |
|                | Marie-Andrée Jaubert | PS             | 352          | 13,24        |             |             |
|                | André Félicité       | DVD            | 125          | 4,70         |             |             |
|                | Alex Etheve          | REG            | 51           | 1,92         |             |             |
|                |                      |                |              |              |             |             |
| Inscrits       | Inscrits             | Inscrits       | 3 587        | 100,00       | 3 586       | 100,00      |
| Abstention     | Abstention           | Abstention     | 799          | 22,27        | 826         | 23,03       |
| Votants        | Votants              | Votants        | 2 788        | 77,73        | 2 760       | 76,97       |
| Blancs et nuls | Blancs et nuls       | Blancs et nuls | 130          | 4,66         | 97          | 3,51        |
| Exprimés       | Exprimés             | Exprimés       | 2 658        | 95,34        | 2 663       | 96,49       |

### Canton de Saint-Joseph-2
| Candidats      | Candidats             | Étiquette      | Premier tour | Premier tour |
| Candidats      | Candidats             | Étiquette      | Voix         | %            |
| -------------- | --------------------- | -------------- | ------------ | ------------ |
|                | Fred K/bidy           | DVD            | 4 272        | 58,53        |
|                | Guy Etheve            | PCR            | 1 462        | 20,03        |
|                | André Lauret          | DVD            | 486          | 6,66         |
|                | Albert Folio          | PS             | 446          | 6,11         |
|                | Jean-Claude Thévenin* | DVD            | 336          | 4,60         |
|                | Mario Lebon           | REG            | 218          | 2,99         |
|                | Alain Colette         | DVD            | 79           | 1,08         |
|                |                       |                |              |              |
| Inscrits       | Inscrits              | Inscrits       | 10 507       | 100,00       |
| Abstention     | Abstention            | Abstention     | 2 619        | 24,93        |
| Votants        | Votants               | Votants        | 7 888        | 75,07        |
| Blancs et nuls | Blancs et nuls        | Blancs et nuls | 589          | 7,47         |
| Exprimés       | Exprimés              | Exprimés       | 7 299        | 92,53        |

*sortant

### Canton de Saint-Louis-1
| Candidats      | Candidats           | Étiquette      | Premier tour | Premier tour |
| Candidats      | Candidats           | Étiquette      | Voix         | %            |
| -------------- | ------------------- | -------------- | ------------ | ------------ |
|                | Roger Hoareau*      | PCR            | 4 648        | 55,01        |
|                | Islin Taide         | DVD            | 2 277        | 26,95        |
|                | Hyacinthe Hamilcaro | DVD            | 1 524        | 18,04        |
|                | Célestin Antou      | PS             | 0            | 0,00         |
|                | Max Benard          | DVD            | 0            | 0,00         |
|                |                     |                |              |              |
| Inscrits       | Inscrits            | Inscrits       | 12 511       | 100,00       |
| Abstention     | Abstention          | Abstention     | 3 692        | 29,51        |
| Votants        | Votants             | Votants        | 8 819        | 70,49        |
| Blancs et nuls | Blancs et nuls      | Blancs et nuls | 370          | 4,20         |
| Exprimés       | Exprimés            | Exprimés       | 8 449        | 95,80        |

*sortant

### Canton de Saint-Louis-2
| Candidats      | Candidats            | Étiquette      | Premier tour | Premier tour |
| Candidats      | Candidats            | Étiquette      | Voix         | %            |
| -------------- | -------------------- | -------------- | ------------ | ------------ |
|                | Yvon Bello           | PCR            | 3 931        | 55,59        |
|                | Marie-André Hoarau   | DVD            | 3 012        | 42,60        |
|                | Christian Gaucherand | DVD            | 128          | 1,81         |
|                |                      |                |              |              |
| Inscrits       | Inscrits             | Inscrits       | 10 758       | 100,00       |
| Abstention     | Abstention           | Abstention     | 3 284        | 30,53        |
| Votants        | Votants              | Votants        | 7 474        | 69,47        |
| Blancs et nuls | Blancs et nuls       | Blancs et nuls | 403          | 5,39         |
| Exprimés       | Exprimés             | Exprimés       | 7 071        | 94,61        |

### Canton de Cilaos
| Candidats      | Candidats           | Étiquette      | Premier tour | Premier tour |
| Candidats      | Candidats           | Étiquette      | Voix         | %            |
| -------------- | ------------------- | -------------- | ------------ | ------------ |
|                | Simon Lebreton      | DVD            | 1 742        | 77,66        |
|                | Aurélien Nassibou   | PCR            | 304          | 13,55        |
|                | Pierre-Paul Hoareau | PS             | 197          | 8,78         |
|                |                     |                |              |              |
| Inscrits       | Inscrits            | Inscrits       | 3 366        | 100,00       |
| Abstention     | Abstention          | Abstention     | 962          | 28,58        |
| Votants        | Votants             | Votants        | 2 404        | 71,42        |
| Blancs et nuls | Blancs et nuls      | Blancs et nuls | 161          | 6,70         |
| Exprimés       | Exprimés            | Exprimés       | 2 243        | 93,30        |

### Canton de Saint-Paul-1
| Candidats      | Candidats            | Étiquette      | Premier tour | Premier tour | Second tour | Second tour |
| Candidats      | Candidats            | Étiquette      | Voix         | %            | Voix        | %           |
| -------------- | -------------------- | -------------- | ------------ | ------------ | ----------- | ----------- |
|                | Cassam Moussa        | RPR            | 1 622        | 38,60        | 2 348       | 56,35       |
|                | Christophe Kichenin* | DVD            | 1 095        | 26,06        | 1 819       | 43,65       |
|                | Alain Benard         | DVD            | 738          | 17,56        | Retrait     | Retrait     |
|                | Monique Delacroix    | DVD            | 328          | 7,81         |             |             |
|                | Hary Mardelanom      | PS             | 238          | 5,66         |             |             |
|                | Jocelyn Bret         | DVD            | 117          | 2,78         |             |             |
|                | Moussa Ibrahim       | DVD            | 64           | 1,52         |             |             |
|                |                      |                |              |              |             |             |
| Inscrits       | Inscrits             | Inscrits       | 6 678        | 100,00       | 6 679       | 100,00      |
| Abstention     | Abstention           | Abstention     | 2 109        | 31,58        | 2 285       | 34,21       |
| Votants        | Votants              | Votants        | 4 569        | 68,42        | 4 394       | 65,79       |
| Blancs et nuls | Blancs et nuls       | Blancs et nuls | 367          | 8,03         | 227         | 5,17        |
| Exprimés       | Exprimés             | Exprimés       | 4 202        | 91,97        | 4 167       | 94,83       |

*sortant

### Canton de Saint-Paul-2
| Candidats      | Candidats          | Étiquette      | Premier tour | Premier tour |
| Candidats      | Candidats          | Étiquette      | Voix         | %            |
| -------------- | ------------------ | -------------- | ------------ | ------------ |
|                | Joseph Sinimalé*   | DVD            | 3 354        | 64,11        |
|                | Raymond Lauret     | PCR            | 1 159        | 22,15        |
|                | Jean-Claude Cadet  | PS             | 338          | 6,46         |
|                | Georges Riviere    | PS             | 250          | 4,78         |
|                | Etienne Lebreton   | PS             | 131          | 2,50         |
|                | Emile Chane Tou Ky | DVD            | 0            | 0,00         |
|                |                    |                |              |              |
| Inscrits       | Inscrits           | Inscrits       | 7 583        | 100,00       |
| Abstention     | Abstention         | Abstention     | 2 087        | 27,52        |
| Votants        | Votants            | Votants        | 5 496        | 72,48        |
| Blancs et nuls | Blancs et nuls     | Blancs et nuls | 264          | 4,80         |
| Exprimés       | Exprimés           | Exprimés       | 5 232        | 95,20        |

*sortant

### Canton de Saint-Paul-3
| Candidats      | Candidats              | Étiquette      | Premier tour | Premier tour | Second tour | Second tour |
| Candidats      | Candidats              | Étiquette      | Voix         | %            | Voix        | %           |
| -------------- | ---------------------- | -------------- | ------------ | ------------ | ----------- | ----------- |
|                | Georges Lorel          | DVD            | 1 787        | 35,15        | 1 093       | 22,46       |
|                | Jean-Eric Camian       | PCR            | 1 184        | 23,29        | 1 597       | 32,81       |
|                | Clovis Pavaye          | PS             | 1 167        | 22,95        | 2 177       | 44,73       |
|                | Charles-André Leveneur | PS             | 353          | 6,94         |             |             |
|                | Jean Lougnon           | DVD            | 304          | 5,98         |             |             |
|                | Jack Francoise         | PS             | 289          | 5,68         |             |             |
|                |                        |                |              |              |             |             |
| Inscrits       | Inscrits               | Inscrits       | 7 957        | 100,00       | 7 957       | 100,00      |
| Abstention     | Abstention             | Abstention     | 2 366        | 29,73        | 2 821       | 35,45       |
| Votants        | Votants                | Votants        | 5 591        | 70,27        | 5 136       | 64,55       |
| Blancs et nuls | Blancs et nuls         | Blancs et nuls | 507          | 9,07         | 269         | 5,24        |
| Exprimés       | Exprimés               | Exprimés       | 5 084        | 90,93        | 4 867       | 94,76       |

### Canton de Saint-Paul-4
| Candidats      | Candidats           | Étiquette      | Premier tour | Premier tour | Second tour | Second tour |
| Candidats      | Candidats           | Étiquette      | Voix         | %            | Voix        | %           |
| -------------- | ------------------- | -------------- | ------------ | ------------ | ----------- | ----------- |
|                | Paul Vergès         | PCR            | 1 455        | 25,77        |             |             |
|                | Jean-Paul Euphrasie | DVD            | 1 004        | 17,78        | 2 704       | 55,75       |
|                | Jean-Edmond Amalou  | DVD            | 991          | 17,55        | 2 146       | 44,25       |
|                | Christian Félicité  | PS             | 594          | 10,52        |             |             |
|                | Luco Ravenne        | DVD            | 440          | 7,79         |             |             |
|                | Guy Joséphine       | DVD            | 390          | 6,91         |             |             |
|                | Lysiane Marianne    | DVD            | 363          | 6,43         |             |             |
|                | Bernard Law Wai     | PS             | 219          | 3,88         |             |             |
|                | Anick Caparin       | DVD            | 191          | 3,38         |             |             |
|                |                     |                |              |              |             |             |
| Inscrits       | Inscrits            | Inscrits       | 8 010        | 100,00       | 8 010       | 100,00      |
| Abstention     | Abstention          | Abstention     | 2 107        | 26,30        | 2 880       | 35,96       |
| Votants        | Votants             | Votants        | 5 903        | 73,70        | 5 130       | 64,04       |
| Blancs et nuls | Blancs et nuls      | Blancs et nuls | 256          | 4,34         | 280         | 5,46        |
| Exprimés       | Exprimés            | Exprimés       | 5 647        | 95,66        | 4 850       | 94,54       |

### Canton de Saint-Paul-5
| Candidats      | Candidats           | Étiquette      | Premier tour | Premier tour | Second tour | Second tour |
| Candidats      | Candidats           | Étiquette      | Voix         | %            | Voix        | %           |
| -------------- | ------------------- | -------------- | ------------ | ------------ | ----------- | ----------- |
|                | Karl Bellon         | PCR            | 1 247        | 25,76        | 1 845       | 39,64       |
|                | Emmanuel Larabi     | DVD            | 1 325        | 27,38        | 1 523       | 32,72       |
|                | Jean-Marc Benard    | DVD            | 897          | 18,53        | 1 286       | 27,63       |
|                | Rico Floriant       | DVD            | 862          | 17,81        | Retrait     | Retrait     |
|                | Rosaire Sevagamy    | PS             | 239          | 4,94         |             |             |
|                | Jeannick Marimoutou | PS             | 168          | 3,47         |             |             |
|                | Jean-Marie Lebreton | DVD            | 102          | 2,11         |             |             |
|                |                     |                |              |              |             |             |
| Inscrits       | Inscrits            | Inscrits       | 7 939        | 100,00       | 7 939       | 100,00      |
| Abstention     | Abstention          | Abstention     | 2 696        | 33,96        | 3 138       | 39,53       |
| Votants        | Votants             | Votants        | 5 243        | 66,04        | 4 801       | 60,47       |
| Blancs et nuls | Blancs et nuls      | Blancs et nuls | 403          | 7,69         | 147         | 3,06        |
| Exprimés       | Exprimés            | Exprimés       | 4 840        | 92,31        | 4 654       | 96,94       |

### Canton de Saint-Philippe
| Candidats      | Candidats         | Étiquette      | Premier tour | Premier tour |
| Candidats      | Candidats         | Étiquette      | Voix         | %            |
| -------------- | ----------------- | -------------- | ------------ | ------------ |
|                | Hugues Salvan     | DVD            | 1 232        | 53,61        |
|                | Wilfrid Bertile*  | PS             | 805          | 35,03        |
|                | Serge Besson      | PRG            | 183          | 7,96         |
|                | Louis Leichnig    | PCR            | 66           | 2,87         |
|                | Marc-Alain Ropaul | DVD            | 12           | 0,52         |
|                |                   |                |              |              |
| Inscrits       | Inscrits          | Inscrits       | 2 944        | 100,00       |
| Abstention     | Abstention        | Abstention     | 599          | 20,35        |
| Votants        | Votants           | Votants        | 2 345        | 79,65        |
| Blancs et nuls | Blancs et nuls    | Blancs et nuls | 47           | 2,00         |
| Exprimés       | Exprimés          | Exprimés       | 2 298        | 98,00        |

*sortant

### Canton de Sainte-Marie
| Candidats      | Candidats            | Étiquette      | Premier tour | Premier tour | Second tour | Second tour |
| Candidats      | Candidats            | Étiquette      | Voix         | %            | Voix        | %           |
| -------------- | -------------------- | -------------- | ------------ | ------------ | ----------- | ----------- |
|                | Jean-Louis Lagourgue | DVD            | 3 854        | 49,34        | 4 863       | 62,68       |
|                | Daniel Jatob         | DVD            | 1 632        | 20,89        | 2 896       | 37,32       |
|                | Firmin Lacpatia      | PS             | 802          | 10,27        |             |             |
|                | Yves Barau           | RPR            | 784          | 10,04        |             |             |
|                | Maurice Gironcel     | PCR            | 377          | 4,83         |             |             |
|                | Berthil Nauche       | PS             | 208          | 2,66         |             |             |
|                | Robert Dambreville   | PS             | 55           | 0,70         |             |             |
|                | Marcel Ramaco        | REG            | 55           | 0,70         |             |             |
|                | Emile Chane Tou Ky   | DVD            | 44           | 0,56         |             |             |
|                |                      |                |              |              |             |             |
| Inscrits       | Inscrits             | Inscrits       | 11 667       | 100,00       | 11 665      | 100,00      |
| Abstention     | Abstention           | Abstention     | 3 504        | 30,03        | 3 720       | 31,89       |
| Votants        | Votants              | Votants        | 8 163        | 69,97        | 7 945       | 68,11       |
| Blancs et nuls | Blancs et nuls       | Blancs et nuls | 352          | 4,31         | 186         | 2,34        |
| Exprimés       | Exprimés             | Exprimés       | 7 811        | 95,69        | 7 759       | 97,66       |

### Canton de Sainte-Suzanne
| Candidats      | Candidats          | Étiquette      | Premier tour | Premier tour |
| Candidats      | Candidats          | Étiquette      | Voix         | %            |
| -------------- | ------------------ | -------------- | ------------ | ------------ |
|                | Lucet Langenier*   | PCR            | 3 593        | 59,31        |
|                | Jean-Luc Tailame   | UDF            | 1 909        | 31,51        |
|                | Christian Fontaine | PS             | 318          | 5,25         |
|                | Clinstel Picard    | DVD            | 238          | 3,93         |
|                |                    |                |              |              |
| Inscrits       | Inscrits           | Inscrits       | 8 934        | 100,00       |
| Abstention     | Abstention         | Abstention     | 2 418        | 27,07        |
| Votants        | Votants            | Votants        | 6 516        | 72,93        |
| Blancs et nuls | Blancs et nuls     | Blancs et nuls | 458          | 7,03         |
| Exprimés       | Exprimés           | Exprimés       | 6 058        | 92,97        |

*sortant

### Canton de Salazie
| Candidats      | Candidats          | Étiquette      | Premier tour | Premier tour |
| Candidats      | Candidats          | Étiquette      | Voix         | %            |
| -------------- | ------------------ | -------------- | ------------ | ------------ |
|                | Hilaire Maillot    | RPR            | 1 791        | 54,32        |
|                | Samuel Carpaye*    | DVD            | 808          | 24,51        |
|                | Francois Javel     | PRG            | 317          | 9,61         |
|                | André Elisabeth    | DVD            | 310          | 9,40         |
|                | Paul Dennemont     | PCR            | 51           | 1,55         |
|                | Emile Chane Tou Ky | DVD            | 20           | 0,61         |
|                |                    |                |              |              |
| Inscrits       | Inscrits           | Inscrits       | 4 532        | 100,00       |
| Abstention     | Abstention         | Abstention     | 1 138        | 25,11        |
| Votants        | Votants            | Votants        | 3 394        | 74,89        |
| Blancs et nuls | Blancs et nuls     | Blancs et nuls | 97           | 2,86         |
| Exprimés       | Exprimés           | Exprimés       | 3 297        | 97,14        |

*sortant

### Canton du Tampon-2
| Candidats      | Candidats        | Étiquette      | Premier tour | Premier tour |
| Candidats      | Candidats        | Étiquette      | Voix         | %            |
| -------------- | ---------------- | -------------- | ------------ | ------------ |
|                | Maxime Mak-Yuen* | DVD            | 2 627        | 66,76        |
|                | Frédéric Nourry  | DVD            | 640          | 16,26        |
|                | Max Belvisee     | PS             | 383          | 9,73         |
|                | André Turpin     | PCR            | 176          | 4,47         |
|                | Sylvestre Lorel  | DVD            | 109          | 2,77         |
|                |                  |                |              |              |
| Inscrits       | Inscrits         | Inscrits       | 5 296        | 100,00       |
| Abstention     | Abstention       | Abstention     | 1 181        | 22,30        |
| Votants        | Votants          | Votants        | 4 115        | 77,70        |
| Blancs et nuls | Blancs et nuls   | Blancs et nuls | 180          | 4,37         |
| Exprimés       | Exprimés         | Exprimés       | 3 935        | 95,63        |

*sortant